# Metopostigma nigritriangulum
Metopostigma nigritriangulum är en tvåvingeart som beskrevs av Kanmiya 1978. Metopostigma nigritriangulum ingår i släktet Metopostigma och familjen fritflugor. Inga underarter finns listade i Catalogue of Life.